# Angelika Reitzer
Angelika Reitzer, född 27 oktober 1971 i Graz, är en österrikisk författare. Hon är bosatt i Wien och sedan 2004 verksam som författare och dramatiker. Hon har studerat germanistik och historia i Salzburg och Berlin. Reitzer romandebuterade 2007 med Taghelle Gegend.  Hennes tredje roman unter uns finns översatt till svenska med titeln hos oss. Bokens huvudperson Clarissa, delar namn med två andra litterära gestalter, Clarisse i Robert Musils Mannen utan egenskaper och Clarissa Dalloway i Virginia Woolfs Mrs Dalloway. Kompositionen med en kedja av händelser och personer lånar drag av Woolfs roman och tematiken påminner om Musils.
Angelika Reitzer deltar ofta i litterära samtal i Wien och har fått ett flertal utmärkelser och stipendier.

## Priser och utmärkelser
- 2003 Finalist vid Literarischen März Darmstadt (Lonce und Lena-priset)
- 2004 Österrikiska statsstipendiet för litteratur
- 2004 Manuskripte-litteraturfrämjandepris
- 2004 Förbundslandet Steiermarks litteraturpris
- 2005 Staden Graz litteraturstipendium
- 2005 Österrikiska regeringskansliets Romstipendium
- 2007 Hermann Lenz-stipendiet
- 2007 Nominerad till tv-kanalen ZDF:s Aspekte-litteraturpris (shortlist) för Taghelle Gegend
- 2007 Wiens stipendium för kvinnliga författare
- 2008 Inbjuden till dagarna för tyskspråkig litteratur (Ingeborg Bachmann-priset)
- 2008 Reinhard Priessnitz-priset
- 2009 Staden Wiens främjandepris
- 2011 Graz författarstipendium
- 2012 Max Kade Writer in Residence, Bowling Green State University, Ohio
- 2012 Otto Stössl-priset
- 2014 Förbundslandet Steiermarks litteraturpris
- 2016 Outstanding Artist Award för litteratur från österrikiska regeringskansliet[8]